# Asunción Lavrin
Asunción Lavrin   (l'Havana, 15 d'agost de 1935) és una historiadora i escriptora premiada amb més de 100 publicacions sobre temes d'estudis de gènere i dones a l'Amèrica Llatina colonial i contemporània, i religió i espiritualitat al Mèxic Colonial. És professora emerita a la Universitat Estatal d'Arizona.
Lavrin és la nora de l'artista anglesa Nora Fry Lavrin.

## Educació i carrera acadèmica
Després d'entrar als Estats Units d'Amèrica per a fer un màster en Arts al Radcliffe College (finalitzat el 1958), Lavrin va completar la seva tesi doctoral a la Universitat Harvard el 1963, titulada: Vida religiosa de les dones mexicanes al segle xviii. Lavrin es trobava a la primera cohort de dones que es van doctorar a l'Escola de Lletres i Ciències de la Universitat Harvard.

## Publicacions
Lavrin ha publicat nombroses publicacions sobre dones a Amèrica Llatina, especialment sobre dones a Mèxic. Ha contribuït significativament a la història del catolicisme romà a Mèxic, començant per diversos articles sobre la seva dissertació sobre monges i convents, culminant amb la monografia Les núvies de Crist. Vida convencional al Mèxic Colonial, de 2008. També va abordar temes de dones seculars d'elit al Mèxic colonial, incloent-hi els seus papers econòmics com es va veure en el seu treball realitzat junt amb Eith Couturier sobre dots i voluntats de dones a Ciutat de Mèxic i Guadalajara. També té interès en temes més generals de la història econòmica colonial mexicana en la seva anàlisi de la Llei de consolidació de 1804, on la Corona espanyola demanava que es bescanviessin de forma immediata les hipoteques, en la seva majoria de les institucions religioses, i que els diners es paguessin a la tresoreria espanyola.
El seu interès per la història de la dona és àmplia; la seva monografia sobre les dones a l'Argentina, les dones a Xile i les dones a l'Uruguai en l'època moderna culminen amb la monografia Dones, feminisme i canvi social: Argentina, Xile i Uruguai, 1890-1940 (Nebraska Press, 1995). Una revisió d'aquest treball de Virginia Leonard assenyala que «Asunción Lavrin és ... una pionera en la història de les dones llatinoamericanes ... La publicació d'aquest llibre és una marca d'aigua per als estudis llatinoamericans: És difícil concebre que n'hi haurà més llibres sobre política i partits polítics al Con Sud que ignorin les dones i les qüestions feministes».
Lavrin també ha editat diversos llibres, incloent el volum de 2006 coeditat amb Rosalva Loreto, Diálogos espirituales: Letras Femeninas Hispanoamericanas, Siglos XVI-XIX, i Latin Americana Women: Historical Perspectives (Greenwood Press, 1978). Com a editora sènior de The Oxford Encyclopedia of Women in World History (Oxford, 2008), Lavrin també va escriure vint-i-set entrades.
Lavrin va treballar com a redactora sènior de quatre volums de Historia de las mujeres en España y América Latina (Cátedra, 2006), al qual va aportar dos capítols.

## Premis i distincions acadèmiques
Lavrin ha rebut nombrosos premis per les seves contribucions als camps de la història, estudis sobre dones i estudis de gènere, inclòs Membre corresponent de l'Acadèmia Mexicana de la Història el 2011.
El 2008, Lavrin va rebre el màxim honor de la Conferència d'Història Llatinoamericana (CLAH), l'organització d'historiadors llatinoamericans afiliats a l'Associació Històrica Americana, com a destinatària del CLAH Distinguished Service Award en reconeixement de la «trajectòria en beques, docència, publicació, biblioteconomia, desenvolupament institucional o altres camps demostrant contribucions significatives a l'avanç de l'estudi de la història llatinoamericana en els Estats Units d'Amèrica».
Lavrin també va ser premiada amb dues subvencions del Fons Nacional per les Humanitats i, del 2002 al 2003, amb la subvenció John Simon Guggenheim. Durant els anys 2001 i 2002 va ocupar el càrrec de presidenta de la Conferència d'Història Llatinoamericana (CLAH).
En honor de la professora Lavrin i d'Adolph Bandelier, el Rocky Mountain Council for Latin American Studies (RMCLAS) ara atorga anualment el Premi Bandelier / Lavrin al «Millor Llibre d'Història Colonial Llatinoamericana». Lavrin es mostra a la pàgina web del RMCLAS amb la primera guanyadora, Ann Twinam (2016). Segons el lloc web oficial, el premi és nomenat per honorar dos pioners en la història de l'imperi espanyol americà, el primer qui va treballar als primers dies del camp (Bandelier), el segon a qui va forjar un camí en la història colonial i va servir com a model per a les dones historiadores en la professió (Lavrin) ".